# Cattedrale di Chioggia
La cattedrale di Santa Maria Assunta è il principale luogo di culto di Chioggia, chiesa madre della diocesi omonima. È monumento nazionale italiano.

## Storia
Si sa che dopo il trasferimento della sede vescovile da Malamocco (1110) fu usata come cattedrale la chiesa che era stata costruita a sud della Città, vicino alla Porta di Santa Maria, intorno al 1090. 

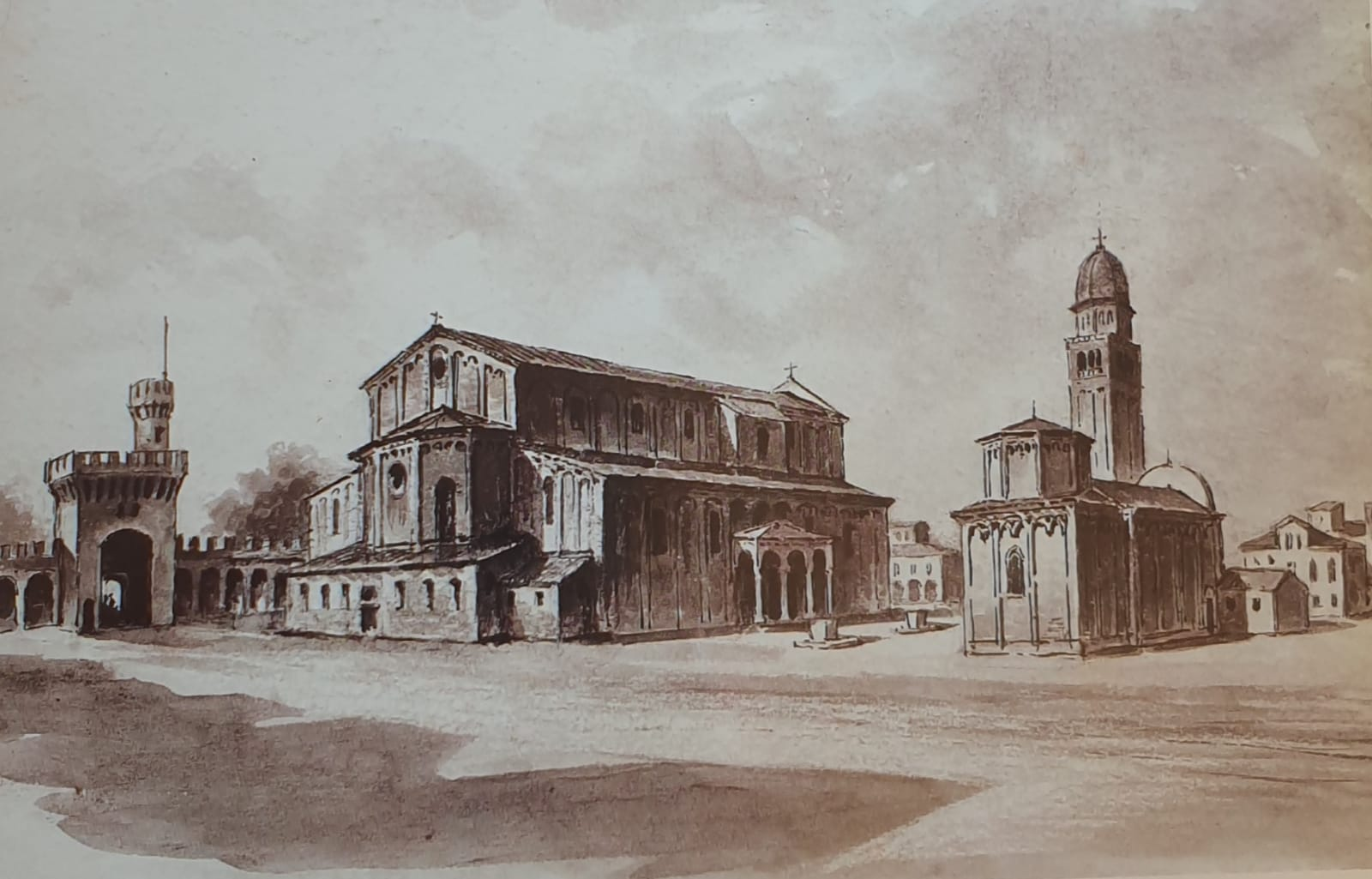
Ricostruzione grafica di A. Naccari

Questo luogo di culto era in stile romanico, con l'ingresso principale a ponente e presbiterio a levante, raccoglieva diverse opere di pregio. Venne però distrutto da un incendio nella notte tra Natale e S. Stefano del 1623, per cause mai chiarite definitivamente fino in fondo.
L'anno successivo, iniziarono i lavori dell'attuale cattedrale, su progetto di Baldassare Longhena, il quale, invertì l'orientamento del tempio medievale. Tale inversione, era finalizzata a rendere l'ingresso principale del tempio, sul corso principale della città. L'orientamento del presbitero ad est, obbligò però la progettazione dell'altar maggiore non addossato al fondo del coro, ma al centro di esso, così da permettere, come consuetudine, al sacerdote di celebrare guardando nella direzione in cui sorge il sole.
Nel 1988 crollò la volta di sinistra del transetto, fortunatamente in quel momento la chiesa era deserta e chiusa, essendo mattina presto. I lavori di restauro, furono iniziati quell'anno e conclusisi nel 1992.

## Descrizione

### Esterno
L'esterno della chiesa è molto semplice, con paramento murario in mattoni a vista.
La facciata a salienti ha in corrispondenza delle navate laterali, entro due nicchie, le statue dei santi patroni della città, Felice e Fortunato, provenienti dal Santuario della Madonna della Navicella, distrutto all'inizio dell'Ottocento dalla forze austriache.
Sopra l'architrave dell'ingresso principale è presente il bassorilievo di un leone marciano databile alla seconda metà del Quattrocento.

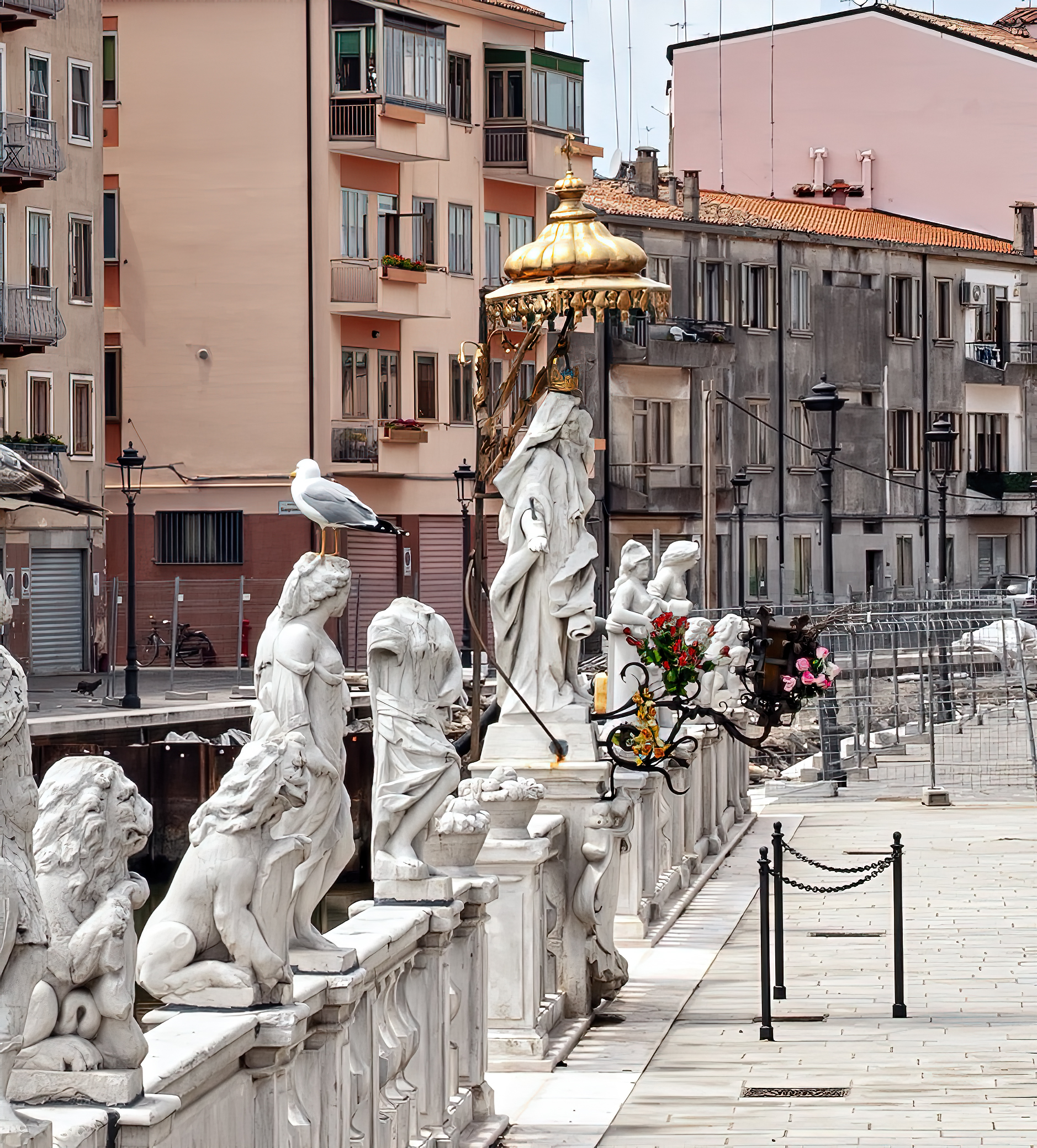
Balaustra del Sagraeto

#### Sagraeto
Alla sinistra della cattedrale, fiancheggiante il canale del Perottolo e di fronte al palazzo vescovile, si trova il viale dell'episcopio, comunemente chiamato "Sagraeto". Tale zona, prima dell'editto napoleonico del 1804, era un cimitero; ora invece è un giardino pubblico adornato da sculture di varie epoche, fra cui quella in bronzo del Putto che si bagna realizzata da Amleto Sartori nel Ventesimo secolo. Sulla riva del canale sta la balaustra con varie statue fra cui quella della Madonna con Bambino di inizio Settecento; il complesso marmoreo proviene dall'antico palazzo pretorio, danneggiato in parte da un incendio nel 1817, demolito e ricostruito in seguito dagli Austriaci.

#### Campanile

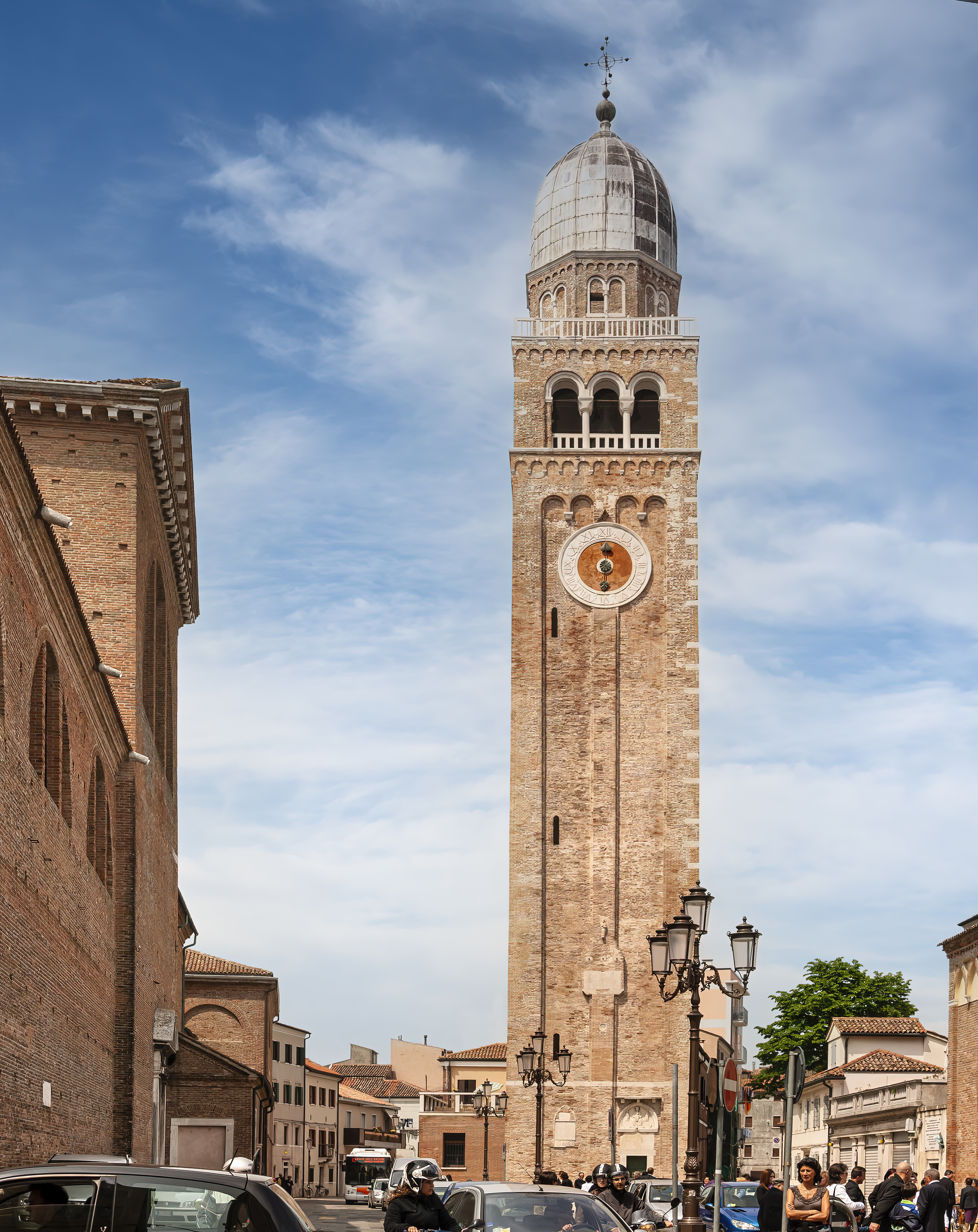

Alla desta si trova il campanile, in stile romanico, alto 56 metri e sormontato da una copertura a cupola ottagonale.
I lavori di costruzione iniziarono nel 1347 sul fondamento della precedente torre crollata nello stesso anno.
Nella sua cella campanaria sono installate 6 campane, concertanti in RE dorico; la più grande pesa ben 1300 kilogrammi.
Sopra l'ingresso è collocato un bassorilievo del XIV secolo, raffigurante la Vergine Maria con Gesù Bambino e i Santi Patroni.
L'orologio che campeggia in alto venne installato nel 1686 e ha un diametro poco più grande di quattro metri.

### Interno

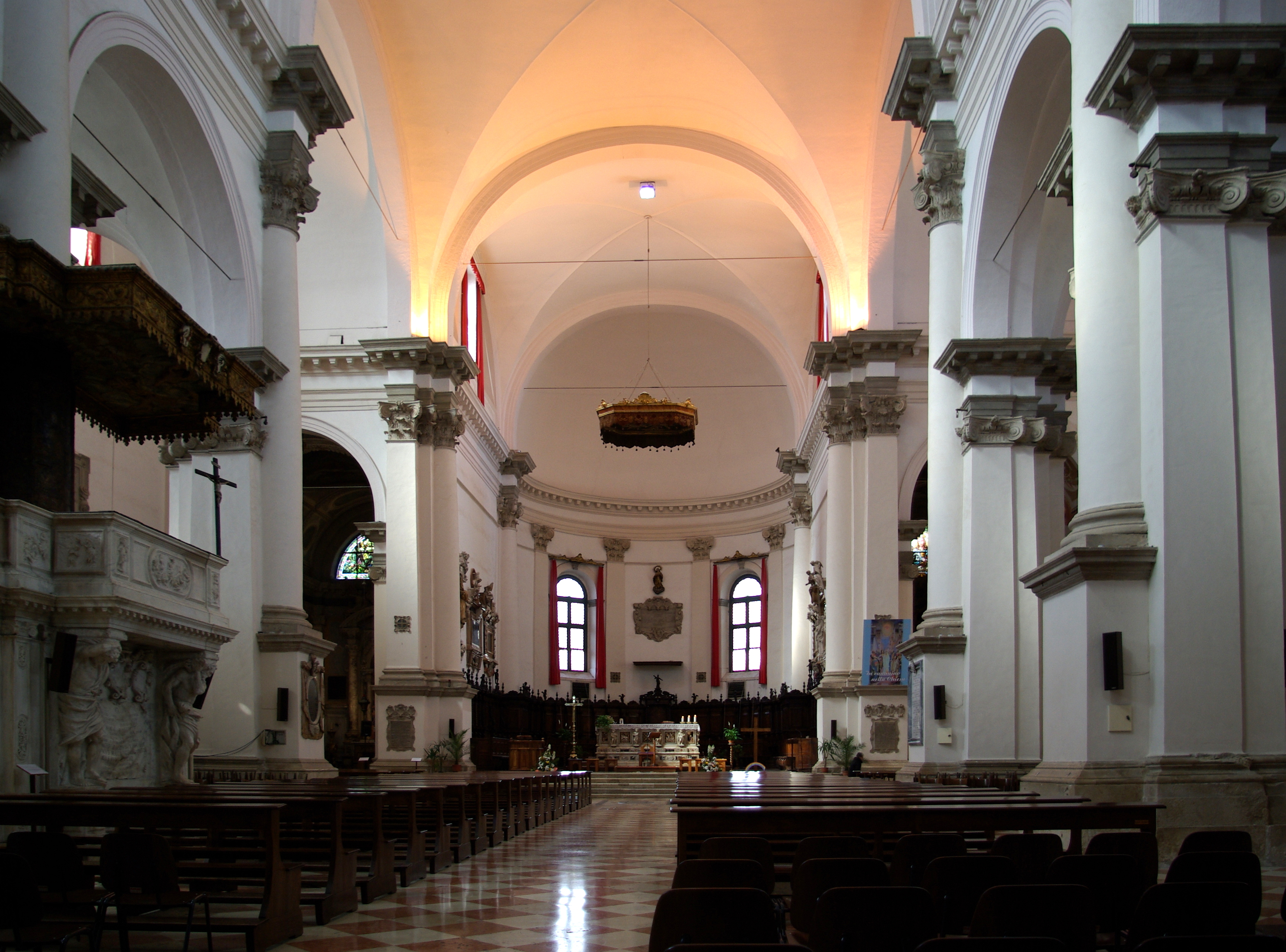
Interno

L'interno della chiesa è a croce latina, con tre navate con voltate a botte e separate tra loro da pilastri con capitelli in stile composito. Complessivamente la cattedrale è larga 33 metri, lunga 66 e alta 30.
Lungo le navate laterali, si trovano sei altari così disposti in senso antiorario entrando:
- Altare di San Giovanni Battista, con pala di Francesco Rosa;
- Altare di Santa Maria Assunta, con pala di Pietro Liberi che viene coperta in parte dalla statua marmorea di Antonio Bonazza raffigurante Sant' Agnese. Nella zone inferiore dell'altare si trovano i bassorilievi, che sono opera di Domenico Negri;
- Altare di San Michele Arcangelo e dei Santi Gerolamo, Agostino e Antonio da Padova, con pala di Palma il Giovane. Tale opera proviene dall'antica chiesa di San Michele di Brondolo;
- Altare di San Liborio, con pale di artista ignoto, e statua raffigurante San Bellino, attribuita a Valentin Lefèvre;
- Altare della Madonna del Carmine con statua proveniente dalla vicina chiesa di San Francesco ‘fuori le mura’ (ora Museo civico);
- Altare di San Rocco con pala di Giuseppe Cherubini e statua lignea di De Porris Filippo.[8][9]

#### Presbiterio
Il presbiterio è a forma semicircolare e vi si aprono due grandi finestre ad arco intervallate da lesene.
L'altare maggiore, opera di Alessandro Tremignon, è impreziosito da putti e da tarsie che mostrano verso l'aula scene mariane e verso il coro scene che onorano i Santi Patroni.
Alle pareti, tutt'attorno, il coro ligneo datato alla fine del Cinquecento, proveniente dall'Abbazia dei Camaldolesi di S. Maria Maddalena delle Cistercensi in Este e collocato qui dopo alcune modifiche nel 1691.

#### Cappella di San Felice e Fortunato
A sinistra del presbiterio, venne costruita la cappella dedicata ai Santi Patroni Felice e Fortunato.
Le pareti laterali, sono abbellite da stemmi gentilizi di nobili famiglie locali e da un ciclo pittorico su tela, raffigurante il martirio e la morte dei santi patroni.
Sopra l'altare qui presente si trova la pala raffigurante I Santi Felice Fortunato e Cecilia, opera di fra Massimo da Verona. L'urna argentea chiusa nell'avello inferiore, disegnata dall'artista locale Aristide Naccari e realizzata dalla ditta Faggi di Vicenza, contiene le reliquie dei due martiri vicentini.
Antistante alla cappella, è presente la statua dei Patroni, costruita in alluminio fuso da Luigi Tomaz nel 1980. Quest'opera viene portata in processione lungo il Corso della città durante la festa patronale.

#### Cappella dal Santissimo Sacramento
Alla destra del presbiterio, si osserva la cappella del Santissimo Sacramento.
Le volte e le pareti sono in stile barocco, con stucchi di Gerolamo Gasperi, che incorniciano due tele (e dipinti) di Michelangelo Schiavoni: a destra quella raffigurante La parabola del convito e a sinistra quella de L'incontro tra Gesù e la Cananea.
L'altare, disegnato dal Longhena, ospita la pala di Martino Tagier raffigurante L'Ultima Cena.

#### Sacrestia
Presso la cappella del Santissimo Sacramento si può accedere la sacrestia, adornata da quattro grandi tele:
- Processione sul luogo dell'apparizione, di Alvise Benfatti;
- Processo istituito dal vescovo e dal podestà di Chioggia a Baldassare Zalon, di Andrea Vicentino;
- Papa Giulio II consegna ai messi di Chioggia la bolla del 8 settembre 1508, di Benedetto Caliari;
- Cristo giudice fulmina Chioggia mentre la Vergine intercede, di Pietro Malombra.

Queste opere, databili alla seconda metà del Cinquecento, sono provenienti dal Santuario della Madonna della Navicella, distrutto ad inizio Ottocento dalla forze austriache.

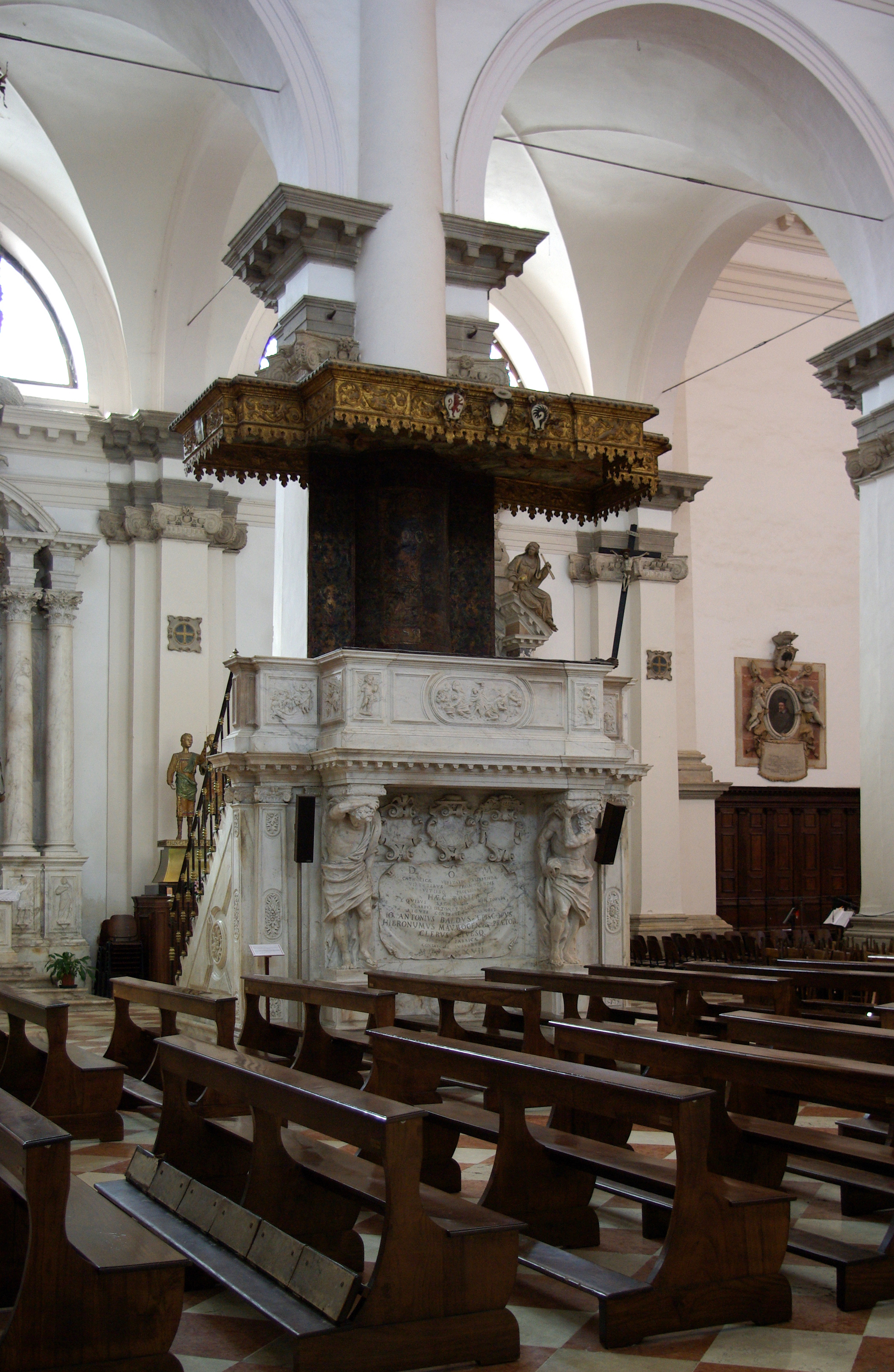
Pulpito monumentale

#### Pulpito monumentale
Al centro della navata, addossato ad un pilastro, si erge il pulpito monumentale. Nato nel 1677 dalla collaborazione degli scultori Bartolomeo Cavalieri, che ideò buona parte di questa struttura fra cui i due telamoni e Domenico Negri che scolpi in marmo di Carrara i bassorilievi del parapetto dove si osservano da sinistra:
- Il battesimo di Gesù nel fiume Giordano;
- L'ingresso di Gesù a Gerusalemme;
- La cacciata dei venditori dal tempio;
- Il colloquio notturno fra Nicodemo e Gesù;
- L'incontro della Maddalena con Cristo risorto sotto le spoglie di un giardiniere.

Il dossale è rivestito in cuoio con impressioni dorate.
Il baldacchino, che sormonta tutta la struttura, è in rame dorato, collocato nel 1682.

#### Battistero
Il battistero, che si trova all'inizio della navata di sinistra, venne costruito in stile barocco nel primo decennio del Settecento da Alvise Tagliapietre.
Il dossale, dietro la vasca battesimale, mostra in bassorilievo il Battesimo di Gesù. Il tutto cinto da un ideale triangolo, che detiene ai suoi vertici le statue raffiguranti le virtù teologali, con in alto la Fede a destra la Speranza e a sinistra la Carità.

#### Lapidi di rilievo

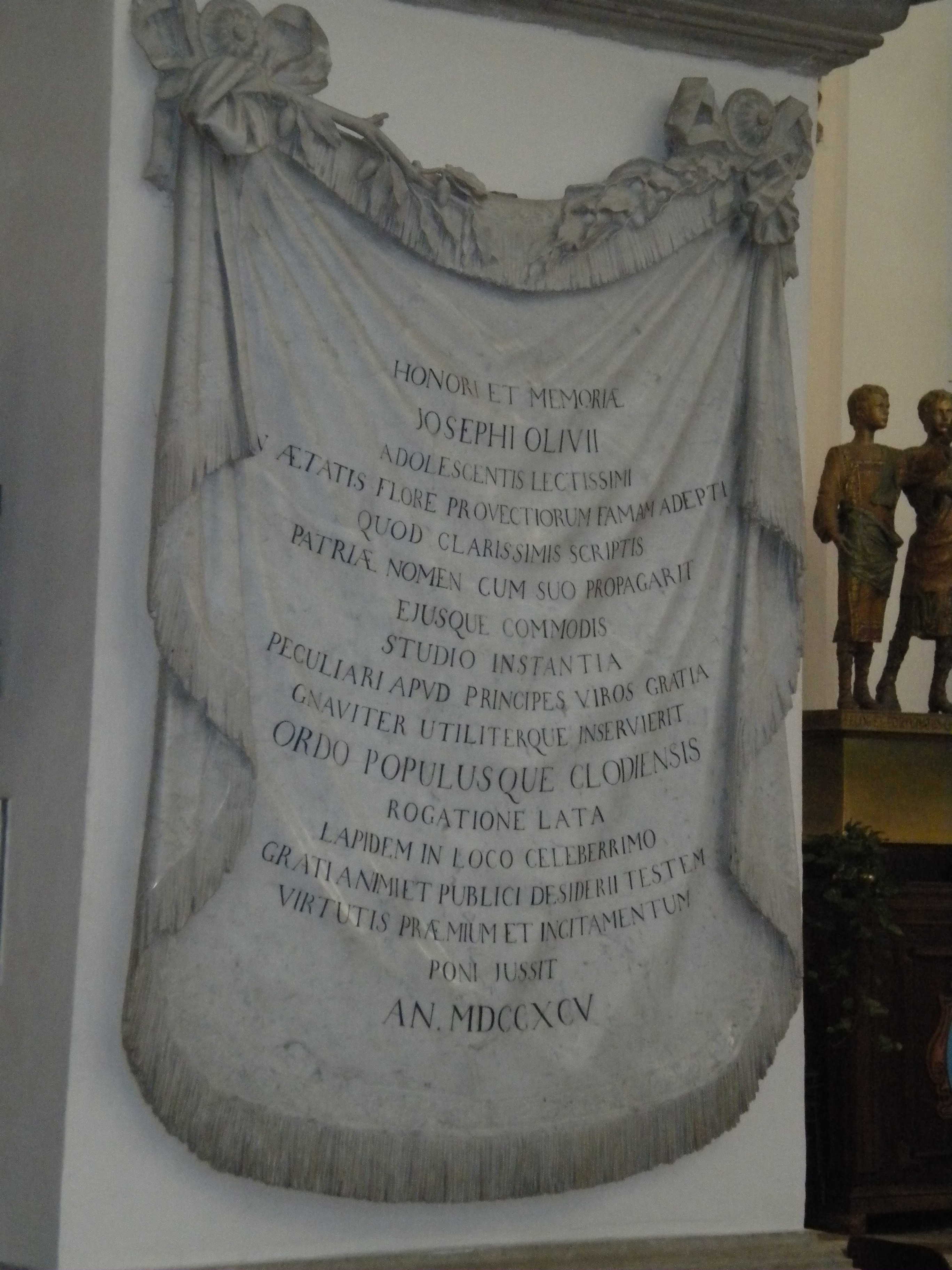
Lapide a Giuseppe Olivi

Ancora poco nota, nella navata centrale, nel primo pilastro a sinistra, si trova la lapide a drappo dedicata dalla città al giovane naturalista e poeta Giuseppe Olivi. L'amico Ugo Foscolo (che tra l'altro vide la lapide nel settembre 1796, un anno dopo la morte del giovane) si ispirò anche a lui nelle sue opere maggiori. Altrettanto fece Giacomo Leopardi in gran parte dei Canti pisano-recanatesi (il celebre "limitare / di gioventù" di A Silvia, per esempio, è tratto dalla commemorazione funebre dell'Olivi scritta da quel Melchiorre Cesarotti che compose anche il testo della lapide).

#### Organo a canne
Sulla cantoria in controfacciata, si trova l'organo a canne Callido, in seguito più volte rimaneggiato e modificato (Malvestio, 1904; Ruffatti, 1961; Zanin, 2005).
Lo strumento, a trasmissione meccanica, ha due tastiere di 58 note ciascuna e una pedaliera di 30; possiede 1617 canne, per un totale di 30 registri. La cassa barocca è in legno dipinto in finto marmo, con una semicolonna corinzia per lato e frontone triangolare; al centro vi è la mostra, composta da 23 canne di principale disposte in cuspide unica con ali laterali.